# A que no me dejas
A que no me dejas è una telenovela messicana prodotta da Televisa e mandata in onda su Canal de las Estrellas dal 27 luglio 2015. Si tratta di un remake della telenovela messicana del 1988 Amore in silenzio (Amor en silencio) e di quella del 1999 Hablame de Amor.
Protagonisti Camila Sodi e Osvaldo Benavides, con antagonisti Arturo Peniche, Alejandra Barros, Laura Carmine e Salvador Zerboni. Ha anche performance stellari da Leticia Calderón, Alfredo Adame, Cecilia Gabriela e Alfonso Dosal.

## Cast
- Camila Sodi: Paulina Murat Urruita / Valentina Olmedo Murat[1]
- Osvaldo Benavides[2]: Adrián Olmedo Rodríguez
- Leticia Calderón: Inés Urruita de Murat[3]
- Arturo Peniche: Gonzalo Murat Cervantes[3]
- Alfredo Adame:  Alfonso Fonseca Cortes[4]
- Cecilia Gabriela[5]: Raquel Herrera de Fonseca
- Alejandra Barros: Julieta Olmedo Rodriguez de Córdova
- Laura Carmine: Nuria Murat Urruita[6]
- Lisset:  Mónica Greepé Villar[7]
- Alfonso Dosal: Camilo Fonseca Herrera[8]
- Odiseo Bichir: Edgar Almonte Ezquerro
- Socorro Bonilla: Micaela López "Mica"
- Moises Arizmendi: Jaime Córdova
- Salvador Zerboni: Leonel Madrigal
- Luis Fernando Peña: Beto López
- Gabriela Zamora: Consuelo "Chelo" Pérez
- Florencia de Saracho: Karen Rangel
- Ernesto D'Alessio: Dario Córdova
- Diego Escalona: Mauricio Almonte (bambino)
- Fede Porras: Rene Murat Greepé
- Santiago Emiliano: Alan Murat Greepé
- Maribé Lancioni: Elisa Villar Vda. de Greepé
- Adanely Nuñez: Gisela
- Eva Cedeño: Odette Córdova
- Abril Onyl: Olga
- Jonathan Kuri: Flavio Maccari
- Juan Colucho: Gaston
- Sergio Zaldívar: Julio
- Sergio Jurado
- Marcus Ornellas: Ariel
- Fernando Orozco: Joel